# Shogo Nakai
Shogo Nakai (født 19. juni 1984) er en tidligere japansk fodboldspiller.
Han har spillet for flere forskellige klubber i sin karriere, herunder Kashiwa Reysol og Mito HollyHock.